# Bezalkoholno piće
Bezalkoholno piće je piće koje ne sadržava alkohol u sebi ili ga sadržava u vrlo maloj količini, najviše do 0,5% udjela. Većinom se sastoji od gazirane vode, zaslađivača i prirodne ili umjetne arome. Vrlo često sadrži i jestive boje, kofein, konzervanse i druge, najčešće umjetno proizvedene poboljšivače okusa. Suprotnost je alkoholnim pićima.
Iako voćni sok poput soka od naranče, čaj, kava i bezalkoholno pivo također ne sadrže ili sadrže vrlo malo alkohola, najčešće se ne ubrajaju u bezalkoholna pića. To se ponajprije odnosi na gazirana pića, uglavnom gazirane napitke poput Coca-Cole, Fante, Spritea, Pepsija i dr. te uvjetno i na energetske napitke od kojih je najpoznatiji Red Bull.
Bezalkoholna pića su zahvaljujući svjetski poznatim i popularnim markama (Cola, Fanta...), pristupačnošću i najnižim slojevima društva, jakim oglašavanjem i sveprisutnošću u popularnoj kulturi postali simbolom potrošačkog društva i konzumerizma na kojima počiva sve jače globaliziraniji kozmopolitski način života, u kojem su bezalkoholna pića sveopća vrijednost, lako prepoznatljiva, svjetski raširena i svima dostupna. 
Zbog svoje povoljnosti i pristupačnosti najveći potrošači bezalkoholnih pića su niži slojevi društva koji ih gotovo u pravilu unose uz brzu hranu. Tijekom 20. stoljeća vlasnici lanaca zaloganijca brze hrane prepoznali su taj spoj te su gazirani sokovi (Cola i dr.) svoju popularnost stekli posluživanjem uz brzu hranu u poznatim lancima kao što je McDonald's, svojevrsni simbol industrije brze hrane.
Bezalkoholna pića omiljeni su napitci na zabavama, koncertima, utakmicama, proslavama i drugim obiteljskim i društvenim događanjima čiji su neizostavni dio. Zahvaljujući praktičnim pakovanjima (npr. od pola litre), često se konzumiraju i u pokretu, posebice u ubrzanom globaliziranom svijetu.
Neumjeren i pogrešan unos (miješanje uz alkohol, droge ili tablete) pojedinih bezalkoholnih pića (gazirani i energetski napitci) može uzrokovati pretilost, povišeni krvni tlak tj. hipertenziju, tzv. dječji dijabetes ili šećernu bolest tipa 2, razne zaraze i propadanje zubiju, od kojih se najčešće pojavljuje karijes, uglavnom zbog taloženja fruktoze i glukoze iz umjetnih zaslađivača i šećera koji dovode i do taloženja zubnog plaka, dok kiseline (u gaziranim pićima najčešće ugljična) uzrokuju propadanje zubiju.

## Vanjske poveznice
- Bezalkoholna pića Hrvatska tehnička enciklopedija, portal hrvatske tehničke baštine. LZMK